# ドジャース商事
株式会社ドジャース商事（ドジャースしょうじ）は、秋田市山王臨海町に本社を置く企業。

## 概要
秋田市生まれの挽野泰次が早稲田大学商学部卒業後、丸井勤務を経て帰郷。父が経営していた挽野商事に入社。1981年10月、ドジャース商事を創業する。社名は、創業年に大リーグのロサンゼルス・ドジャースがワールドシリーズを制し、挽野が野球ファンであったことから名付けられた（ゆえに資本的な関係はない）。
ドジャース商事は会員制を導入し、会員は1%引き、特定日は3%引きにするなど、秋田県内では先駆けて安く売るシステムを構築。取り扱う商品も生鮮を含む食品、生活雑貨、衣料品、電化製品と広げていった。当初は経費を削るため新聞チラシは入れず、ロゴマークなどは美術が得意であった挽野の妻が手掛けるなど創業当時から経費を削り、1店舗のみの運営ながら年商約30億円を樹立していた。
挽野は、2001年7月23日に秋田地裁から倒産した秋田ト一屋の事業管財人に選任された。その後、挽野は労力の9割を秋田ト一屋に注ぎ、経費の掛かりすぎていた経営体質を改め、仕入れの効率化や売り場の見直しなどを進めた。2006年3月、秋田ト一屋は商工組合中央金庫から約4億円のDIPファイナンスを受け、2014年3月期までとしていた債務の弁済を7年前倒しで完済し、更生計画は終結した。
本館を秋田市山王臨海町（雑貨・衣料・ペット用品・電化製品・釣具等）に置き、後に同市川尻大川町に食品をメインにした「ドジャース食品館」をオープンした。また、更生計画は終結によって、秋田ト一屋は店舗の一部を「ドジャース」ブランドに転換し、ドジャース運営のディスカウントスーパーに移行している。
2010年に、楽天市場に「ドジャース楽天市場店」を出店。

## 展開店舗

### ディスカウントショップ
- 本館… 秋田市山王臨海町4番37号

### ディスカウントスーパー
- 食品館 - 秋田市川尻大川町8番25号(秋田市民消費生活協同組合山王店→マックスバリュ山王店跡地)
- 広面店 - ト一屋店舗から転換（秋田市民消費生活協同組合広面店跡地）
- 楢山店 - ト一屋店舗から転換（秋田ト一屋本社）
- 新屋店 - ト一屋店舗から転換
- 男鹿店 - ト一屋店舗から転換

#### 以前のスーパー店舗
- 茨島店 - 秋田市茨島二丁目1番16号[注釈 1]

### 飲食店舗
- ドジャース食堂 - 秋田市手形字西谷地413番地

#### 以前の飲食店舗
- ぐるまん - ドジャース新屋店2Fの回転寿司店（秋田ト一屋から運営移行）[注釈 2]

### ネットショップ
- 自社サイトのほか電子商店街に出店。